# Europese kampioenschappen karate 2007 (IFK)
De Europese kampioenschappen karate 2007 waren door de International Federation of Karate (IFK) georganiseerde kampioenschappen voor kyokushinkai karateka's. De vierde editie van de Europese kampioenschappen vond plaats in het Russische Samara.

## Resultaten
| Gewichtsklasse | Goud             | Zilver           | Brons                               |
| -------------- | ---------------- | ---------------- | ----------------------------------- |
| Lichtgewicht   | Roman Uzunyan    | Emil Bitkash     | Vyacheslav Lukyanov Emil Dzhafarov  |
| Middengewicht  | Arsen Hachatryan | Vladimir Tiunov  | Alexei Gorokhov Suliman Kosumov     |
| Zwaargewicht   | Dmitriy Savalyev | Timofei Tsyganov | Dmitriy Alexandrov Sergey Mikhailin |